# Founzan
Cet article concerne le village chef-lieu. Pour le département et la commune rurale, voir Founzan (département).
Founzan est un village du département et la commune rurale de Founzan, dont il est le chef-lieu, situé dans la province du Tuy et la région des Hauts-Bassins au Burkina Faso.

## Géographie
Founzan se trouve à 11 km au sud de Pâ – et donc de la route nationale 1 – sur la route nationale 12 reliant Pâ à Dano ainsi qu'à 32 km à l'est de Houndé et 120 km (140 km par la route) de Bobo-Dioulasso.

## Santé et éducation
Founzan accueille un centre de santé et de promotion sociale (CSPS).